# كأس الأبطال الفرنسي 2019
كأس الأبطال الفرنسي 2019 (بالفرنسية: Trophée des champions 2019)‏ هو الموسم 43 من  كأس الأبطال الفرنسي. أقيم بتاريخ 3 أغسطس 2019، وأشرف على تنظيمه اتحاد فرنسا لكرة القدم، وكان عدد الأندية المشاركة فيه  2، وفاز فيه باريس سان جيرمان.